# Хороший кастинг
Хороший кастинг (кор. 굿캐스팅) — це комедійний південокорейський серіал про шпигунів, що працюють під прикриттям з метою зловити небезпечного злочинця. Серіал показувався на телеканалі SBS щопонеділка та щовівторка з 27 квітня по 16 червня 2020 року. У головних ролях Чхве Кан Хі, Лі Сан Йоп, Ю Ін Йон, Кім Чі Йон, Лі Чун Йон та Лі Чон Хьок.

## Сюжет
Колись будучи частиною надсекретної Національної розвідувальної служби у Південній Кореї, група талановитих агенток назначені на справу, де потрібно працювати під прикриттям та в якій залучена корупція і зливання комерційної таємниці у найбільшому конгломераті країни. Після кількох помилок під час важливого завдання, Пек Чхан Мі була назначена до команди з кібербезпеки, але мріє про повернення до своєї колишньої позиції. Хван Мін Сун покинула своє життя як агентом та стала домогосподаркою на повний робочий день. У той час, Ім Є Ин, розумна матір-одиначка та офісний агент мріє отримати підвищення до шпигуна під прикриттям, який працює на виїздних завданнях. Їхні життя зустрічаються, коли Тон Кван Су, директор зі стажем у NIS, наймає усіх трьох для завдання або виконай його або помри.

## Акторський склад

### У головних ролях
- Чхве Кан Хі як Пек Чхан Мі/Пек Чан Мі[2]
- Лі Сан Йоп як Юн Сок Хо[2]
- Ю Ін Йон як Ім Є Ин/Ім Чон Ин[2]
- Кім Чі Йон як Хван Мін Сун/Кі Мін Сон[2]
- Лі Чун Йон як Кан У Вон[2]
- Лі Чон Хьок як Тон Кван Су[2]

### Другорядні ролі

#### Національна розвідувальна служба
- Чон Ін Ґі як Со Кук Хван
- Пак Кьон Сун як Пе Му Хьок
- Хван По Мі як Кан Тхе Хі

#### Il Kwang Hitech
- У Хьон як Мьон Кє Чхоль
- Лі Сан Хун як Тхак Сан Ґі
- Кім Йон Хі як Ок Чхоль
- Хо Че Хо як Пьон У Сок
- Хан Су Джін як Ку Пі Со
- Чо Йон Хун як Соль Йон Хун

#### Інші
- Чха Су Йон як Сім Хва Ран
- Лі Син Хьон як Нам Пон Ман
- Кім По Юн як Нам Чу Йон
- Пе Чін Ун як Пхі Чхоль Ун
- Сон Хьок як Квон Мін Сок
- Но Ха Йон як Квон Со Хі

## Оригінальні звукові доріжки

### Повний альбом
| Good Casting (Original Television Soundtrack) Диск 1 | Good Casting (Original Television Soundtrack) Диск 1 | Good Casting (Original Television Soundtrack) Диск 1 | Good Casting (Original Television Soundtrack) Диск 1 |
| #                                                    | Назва                                                | Виконавець                                           | Тривалість                                           |
| ---------------------------------------------------- | ---------------------------------------------------- | ---------------------------------------------------- | ---------------------------------------------------- |
| 1.                                                   | «FEEL IT!»                                           | CHEETAH                                              | 2:38                                                 |
| 2.                                                   | «Red Bag»                                            | Лі Сан Йоп                                           | 2:49                                                 |
| 3.                                                   | «MAYBE LOVE»                                         | Лі Сін Сон                                           | 3:31                                                 |
| 4.                                                   | «Breakthrough»                                       | Хан Тон Джун                                         | 2:28                                                 |
| 5.                                                   | «Brooding»                                           | Кім Чхан Бом                                         | 2:39                                                 |
| 6.                                                   | «The Strange Player»                                 | Чін Ха Ді                                            | 1:49                                                 |
| 7.                                                   | «Searchlight»                                        | Кім Чхан Бом                                         | 1:36                                                 |
| 8.                                                   | «Merry-Go-Round»                                     | Хан Тон Джун                                         | 3:08                                                 |
| 9.                                                   | «BLK»                                                | Хан Тон Джун                                         | 3:12                                                 |
| 10.                                                  | «All Dead Today»                                     | Чін Ха Ді                                            | 3:20                                                 |
| 11.                                                  | «Catch Me»                                           | Кім Чхан Бом                                         | 2:06                                                 |
| 12.                                                  | «Under Siege»                                        | Хан Тон Джун                                         | 2:28                                                 |
| 13.                                                  | «Chain Reaction»                                     | Хан Тон Джун                                         | 3:37                                                 |
| 14.                                                  | «Conspire»                                           | Кім Чхан Бом                                         | 2:28                                                 |
| 15.                                                  | «Lost Ring»                                          | Чін Ха Ді                                            | 2:00                                                 |
| 16.                                                  | «Broken Cello»                                       | Чін Ха Ді                                            | 3:10                                                 |
| 17.                                                  | «Signal»                                             | Хан Тон Джун                                         | 2:44                                                 |
| 18.                                                  | «Sunrise»                                            | Хан Тон Джун                                         | 2:19                                                 |
| 19.                                                  | «Thinkin Of You»                                     | Хан Тон Джун                                         | 1:15                                                 |
| 20.                                                  | «No Plan»                                            | Кім Чхан Бом                                         | 1:53                                                 |
| 21.                                                  | «Operations»                                         | Кім Чхан Бом                                         | 1:30                                                 |
| 22.                                                  | «Rainbow On The Ground»                              | Хан Тон Джун                                         | 2:15                                                 |

| Good Casting (Original Television Soundtrack) Диск 2 | Good Casting (Original Television Soundtrack) Диск 2 | Good Casting (Original Television Soundtrack) Диск 2 | Good Casting (Original Television Soundtrack) Диск 2 |
| #                                                    | Назва                                                | Виконавець                                           | Тривалість                                           |
| ---------------------------------------------------- | ---------------------------------------------------- | ---------------------------------------------------- | ---------------------------------------------------- |
| 1.                                                   | «Let's Make Love»                                    | Лі Чун Йон, Со Йон (Laboum)                          | 3:44                                                 |
| 2.                                                   | «The Day»                                            | Лі Мін Хьок                                          | 4:34                                                 |
| 3.                                                   | «Red Bag Live Band Version»                          | Лі Сан Йоп                                           | 2:48                                                 |
| 4.                                                   | «It's a New Day»                                     | Хан Тон Джун                                         | 2:24                                                 |
| 5.                                                   | «Always Something»                                   | Хан Тон Джун                                         | 1:25                                                 |
| 6.                                                   | «Memory»                                             | Кім Чхан Бом                                         | 2:59                                                 |
| 7.                                                   | «Dangerous»                                          | Чін Ха Ді                                            | 1:50                                                 |
| 8.                                                   | «Puppet Show»                                        | Хан Тон Джун                                         | 1:59                                                 |
| 9.                                                   | «Our Secret»                                         | Кім Чхан Бом                                         | 1:27                                                 |
| 10.                                                  | «Can You Lend Me A Hand»                             | Хан Тон Джун                                         | 1:58                                                 |
| 11.                                                  | «Good Day»                                           | Кім Чхан Бом                                         | 1:44                                                 |
| 12.                                                  | «Feeling Good»                                       | Хан Тон Джун                                         | 2:11                                                 |
| 13.                                                  | «Highway Dance»                                      | Кім Чхан Бом                                         | 2:12                                                 |
| 14.                                                  | «Hey Boy»                                            | Хан Тон Джун                                         | 2:25                                                 |
| 15.                                                  | «Memory Of Red Bag»                                  | Чін Ха Ді                                            | 2:29                                                 |
| 16.                                                  | «Popcorn»                                            | Хан Тон Джун                                         | 3:55                                                 |
| 17.                                                  | «Rainy Heart»                                        | Кім Чхан Бом                                         | 3:17                                                 |
| 18.                                                  | «Giant Step»                                         | Хан Тон Джун                                         | 2:45                                                 |
| 19.                                                  | «Endless Chase»                                      | Кім Чхан Бом                                         | 2:01                                                 |
| 20.                                                  | «Falcon»                                             | Хан Тон Джун                                         | 3:40                                                 |
| 21.                                                  | «Trace»                                              | Кім Чхан Бом                                         | 3:03                                                 |

### Альбом частинами
| Good Casting (Original Television Soundtrack), Pt.1 | Good Casting (Original Television Soundtrack), Pt.1 | Good Casting (Original Television Soundtrack), Pt.1 | Good Casting (Original Television Soundtrack), Pt.1 |
| #                                                   | Назва                                               | Виконавець                                          | Тривалість                                          |
| --------------------------------------------------- | --------------------------------------------------- | --------------------------------------------------- | --------------------------------------------------- |
| 1.                                                  | «FEEL IT!»                                          | CHEETAH                                             | 2:38                                                |
| 2.                                                  | «FEEL IT! (Instrumental)»                           | CHEETAH                                             | 2:38                                                |

| Good Casting(Original Television Soundtrack), Pt.2 | Good Casting(Original Television Soundtrack), Pt.2 | Good Casting(Original Television Soundtrack), Pt.2 | Good Casting(Original Television Soundtrack), Pt.2 |
| #                                                  | Назва                                              | Виконавець                                         | Тривалість                                         |
| -------------------------------------------------- | -------------------------------------------------- | -------------------------------------------------- | -------------------------------------------------- |
| 1.                                                 | «The Day»                                          | Лі Мін Хьок                                        | 4:34                                               |
| 2.                                                 | «The Day (Instrumental)»                           | Лі Мін Хьок                                        | 4:34                                               |

| Good Casting (Original Television Soundtrack), Pt.3 | Good Casting (Original Television Soundtrack), Pt.3 | Good Casting (Original Television Soundtrack), Pt.3 | Good Casting (Original Television Soundtrack), Pt.3 |
| #                                                   | Назва                                               | Виконавець                                          | Тривалість                                          |
| --------------------------------------------------- | --------------------------------------------------- | --------------------------------------------------- | --------------------------------------------------- |
| 1.                                                  | «Let's Make Love»                                   | Лі Чун Йон, Со Йон (Laboum)                         | 3:44                                                |
| 2.                                                  | «Let's Make Love (Instrumental)»                    | Лі Чун Йон, Со Йон (Laboum)                         | 3:44                                                |

| Good Casting (Original Television Soundtrack), Pt.4 | Good Casting (Original Television Soundtrack), Pt.4 | Good Casting (Original Television Soundtrack), Pt.4 | Good Casting (Original Television Soundtrack), Pt.4 |
| #                                                   | Назва                                               | Виконавець                                          | Тривалість                                          |
| --------------------------------------------------- | --------------------------------------------------- | --------------------------------------------------- | --------------------------------------------------- |
| 1.                                                  | «Red Bag»                                           | Лі Сан Йоп                                          | 2:49                                                |
| 2.                                                  | «Red Bag (Instrumental)»                            | Лі Сан Йоп                                          | 2:49                                                |

| Good Casting (Original Television Soundtrack), Pt.5 | Good Casting (Original Television Soundtrack), Pt.5 | Good Casting (Original Television Soundtrack), Pt.5 | Good Casting (Original Television Soundtrack), Pt.5 |
| #                                                   | Назва                                               | Виконавець                                          | Тривалість                                          |
| --------------------------------------------------- | --------------------------------------------------- | --------------------------------------------------- | --------------------------------------------------- |
| 1.                                                  | «MAYBE LOVE»                                        | Лі Сін Сон                                          | 3:31                                                |
| 2.                                                  | «MAYBE LOVE (Instrumental)»                         | Лі Сін Сон                                          | 3:31                                                |

## Рейтинги
Найнижчі рейтинги позначені синім кольором, а найвищі — червоним кольором.
| 1                | 1                | 27 квітня 2020   | 9,5 %  | 10,5 % |
| 1                | 2                | 27 квітня 2020   | 12,3 % | 13,2 % |
| 2                | 1                | 28 квітня 2020   | 9,8 %  | 10,9 % |
| 2                | 2                | 28 квітня 2020   | 13,3 % | 11,8 % |
| 3                | 1                | 4 травня 2020    | 8,5 %  | 9,4 %  |
| 3                | 2                | 4 травня 2020    | 9,8 %  | 10,8 % |
| 4                | 1                | 5 травня 2020    | 9,1 %  | 9,9 %  |
| 4                | 2                | 5 травня 2020    | 11,1 % | 12,8 % |
| 5                | 1                | 11 травня 2020   | 8,6 %  | 9,3 %  |
| 5                | 2                | 11 травня 2020   | 10,3 % | 11,1 % |
| 6                | 1                | 12 травня 2020   | 8,4 %  | 9,2 %  |
| 6                | 2                | 12 травня 2020   | 9,2 %  | 10,0 % |
| 7                | 1                | 18 травня 2020   | 7,6 %  | 8,3 %  |
| 7                | 2                | 18 травня 2020   | 9,1 %  | 9,9 %  |
| 8                | 1                | 19 травня 2020   | 7,4 %  | 8,5 %  |
| 8                | 2                | 19 травня 2020   | 8,8 %  | 10,0 % |
| 9                | 1                | 25 травня 2020   | 6,9 %  | 7,5 %  |
| 9                | 2                | 25 травня 2020   | 8,5 %  | 9,4 %  |
| 10               | 1                | 26 травня 2020   | 7,1 %  | 7,6 %  |
| 10               | 2                | 26 травня 2020   | 8,7 %  | 9,4 %  |
| 11               | 1                | 1 червня 2020    | 6,5 %  | 6,9 %  |
| 11               | 2                | 1 червня 2020    | 8,0 %  | 8,2 %  |
| 12               | 1                | 2 червня 2020    | 7,1 %  | 7,8 %  |
| 12               | 2                | 2 червня 2020    | 8,3 %  | 9,0 %  |
| 13               | 1                | 8 червня 2020    | 6,1 %  | 6,8 %  |
| 13               | 2                | 8 червня 2020    | 8,4 %  | 9,4 %  |
| 14               | 1                | 9 червня 2020    | 6,7 %  | 7,3 %  |
| 14               | 2                | 9 червня 2020    | 8,5 %  | 9,3 %  |
| 15               | 1                | 15 червня 2020   | 6,6 %  | 7,3 %  |
| 15               | 2                | 15 червня 2020   | 8,1 %  | 8,9 %  |
| 16               | 1                | 16 червня 2020   | 7,9 %  | 8,6 %  |
| 16               | 2                | 16 червня 2020   | 9,8 %  | 11,0 % |
| Середній рейтинг | Середній рейтинг | Середній рейтинг | 8,6 %  | 9,4 %  |

## Нагороди та номінації
| Рік  | Нагорода         | Категорія                                                                 | Отримувач   | Результат | Примітки |
| ---- | ---------------- | ------------------------------------------------------------------------- | ----------- | --------- | -------- |
| 2020 | Премія SBS драма | Нагорода за кращого персонажа (акторки)                                   | Чхве Кан Хі | Перемога  | [ 17 ]   |
| 2020 | Премія SBS драма | Нагорода за високу майстерність, Кращий актор жанрового/екшн мінісеріалу  | Лі Сан Йоп  | Номінація |          |
| 2020 | Премія SBS драма | Нагорода за високу майстерність, Краща акторка жанрового/екшн мінісеріалу | Чхве Кан Хі | Номінація |          |
| 2020 | Премія SBS драма | Нагорода за майстерність, Кращий актор жанрового/екшн мінісеріалу         | Лі Чон Хьок | Номінація |          |
| 2020 | Премія SBS драма | Нагорода за майстерність, Краща акторка жанрового/екшн мінісеріалу        | Кім Чі Йон  | Номінація |          |
| 2020 | Премія SBS драма | Кращий новий актор                                                        | Лі Чун Йон  | Номінація |          |